# Isekai Cheat Magician
Isekai Cheat Magician (яп. 異世界チート魔術師 Исэкай ти:то мадзюцуси, рус. Маг-читер из другого мира) — серия ранобэ, написанная Такэру Утидой и иллюстрированная Нардаком.
Начало серии положили публикации на сайте Shōsetsuka ni Narō в 2012 году. С 2013 года история выпускается на бумаге издательством Shufunotomo; 11 томов вышло на сентябрь 2019 года. Манга-адаптация истории была создана Карин Судзураги и выходит в журнале Monthly Shōnen Ace издательства Kadokawa Shoten с декабря 2016 года. С 10 июля по 25 сентября 2019 года шла трансляция аниме-адаптации, созданной студией Encourage Films.

## Сюжет
Однажды обычные школьники Нисимура Таити и Рин Адзума оказываются призваны в фэнтезийный мир. В нем они обнаруживают, что оба обладают значительными талантами к магии. Они решают развивать их и присоединиться к гильдии искателей приключений, чтобы найти путь домой. Довольно скоро они оказываются замешаны в гражданскую войну, начавшуюся в королевстве.

## Персонажи
Таити Нисимура (яп. 西村太一 Нисимура Таити) — 15-летний школьник, увлекающийся ролевыми играми. Был призван в другой мир, где у него обнаружились способности к магии, более того, редкой ее разновидности, позволяющей использовать силу элементов напрямую без заклинаний. Изначально он использует её для усиления своего тела, но позже раскрывает свою истинную специализацию — магию призыва. С ее помощью он может заключать договор с духами и использовать силу духов стихий, в его случае этим духом становится Ариэль, позже раскрывшая своё истинное имя — Серафим, королева духов ветра. Его дизайн довольно стандартен для главных героев произведений этого же жанра и ничем не выделяет его среди остальных. Но наличие компании подруги детства позволяет изобразить его хорошим парнем, а не мизантропом, отаку или «пустышкой», как случается с другими героями в жанре, что придаёт его характеру глубину.
Сэйю: Кохэй Амасаки
Канадэ Адзума (яп. 吾妻 Адзума Канадэ) / Рин Адзума (яп. 吾妻 凛 Адзума Рин) — подруга детства Таити, перенесшаяся вместе с ним в другой мир. Как и он, обнаружила в себе таланты мага, но в ее случае эта стала способность использовать заклинания всех четырех стихий. Благодаря знаниям, полученным в школе, она может применять и использовать заклинания нетрадиционным для фэнтезийного мира способом. В ранобэ её имя — Канадэ, а в манге и аниме — Рин. Дизайн её костюма выделяет её среди прочих героинь благодаря необычному сочетанию шорт и накидки волшебника. Она не позволяет Таити оставлять ее отсиживаться в безопасности, не служит лишь поддержкой в бою для героя, а самостоятельно сражается.
Сэйю: Риэ Такахаси
Лемия (яп. レミーア Рэми:а) — «маг падающих листьев», ставшая наставницей главных героев и обучившая их магии. Она владеет магией трех школ.
Сэйю: Саяка Охара
Мюра (яп. ミューラ Мю:ра) — эльфийка и одна из бывших учениц Лемии, владеющая магией двух стихий. Она быстро сдружилась с Рин, помогая ей изучить магию. Когда большинство других женских персонажей носят наряды с довольно откровенными вырезами, Мюра одевается подчеркнуто консервативно.
Сэйю: Минами Танака

## Медиа

### Ранобэ
С 2012 года Такэру Утида публикует историю на сайте Shōsetsuka ni Narō. А с 2013 года издательство Shufunotomo взяло на себя печать в виде книг. На конец сентября 2019 года было выпущено одиннадцать томов.
| №  | Дата публикации  | ISBN                   |
| -- | ---------------- | ---------------------- |
| 1  | 28 июня 2013     | ISBN 978-4-07-290972-0 |
| 2  | 26 декабря 2013  | ISBN 978-4-07-294220-8 |
| 3  | 29 сентября 2014 | ISBN 978-4-07-299163-3 |
| 4  | 30 сентября 2015 | ISBN 978-4-07-403070-5 |
| 5  | 30 мая 2016      | ISBN 978-4-07-417668-7 |
| 6  | 30 июня 2017     | ISBN 978-4-07-426236-6 |
| 7  | 28 декабря 2017  | ISBN 978-4-07-429080-2 |
| 8  | 31 мая 2018      | ISBN 978-4-07-432610-5 |
| 9  | 30 марта 2019    | ISBN 978-4-07-437079-5 |
| 10 | 28 июня 2019     | ISBN 978-4-07-439575-0 |
| 11 | 28 сентября 2019 | ISBN 978-4-07440561-9  |

### Манга
Манга-адаптация руки Карин Судзураги начала публиковаться в журнале Monthly Shōnen Ace издательства Kadokawa Shoten в декабре 2016 года. 26 октября 2019 года выходит седьмой том.
Четырёхпанельная манга-спинофф под названием Soreyuke! Isekai Cheat Magician начала публиковаться с 25 августа 2018 года в журнале Shōnen Ace. Отдельные истории будут также появляться на сайтах Comic Walker и Nico Nico Seiga. Автором ёнкомы стал Таку Кавамура.

### Аниме
16 апреля 2018 года объявлено о создании аниме-адаптации истории. За экранизацию взялась студия Encourage films. Режиссёр Дайсукэ Цукуси — для него это первая самостоятельная работа, ранее был постановщиком серий сериалов, таких как «Охота на призраков», сценаристом выступил Такаё Иками, над дизайном персонажей работает художник Сюдзи Маруяма, а композитор Ёсимаса Фудзисава.
Crunchyroll занимается стримингом аниме по всему миру, в том числе с русскими субтитрами. С 1 октября 2019 года они также запустили показ аниме с англоязычным дубляжом.
Список серий
| Номер | Название серии                                                                | Дата трансляции  |  |
| ----- | ----------------------------------------------------------------------------- | ---------------- |  |
|       |                                                                               |                  |  |
| 01    | Затерянные в другом мире «Исэкай кара но "маёидзин"» (異世界からの「迷い人」) | 10 июля 2019     |  |
| 02    | Обучение магии «Мадзюцу Сюгё:» (魔術修行)                                     | 17 июля 2019     |  |
| 03    | Наёмники-новички «Какэдаси Бо:кэнся» (駆け出し冒険者)                         | 24 июля 2019     |  |
| 04    | Алый договор «Синку но Кэйяку» (真紅の契約)                                   | 28 апреля 2019   |  |
| 05    | С ноткой злого умысла «Сакудо: но Ниои» (策動の匂い)                          | 7 августа 2019   |  |
| 06    | Защита Азпайра «Асупайа Бо:эй-сэн» (アズパイア防衛戦)                         | 14 августа 2019  |  |
| 07    | Призыватель «Сё:кандзюцуси» (召喚術師)                                        | 21 августа 2019  |  |
| 08    | Столица Веннфикс «О:то Уэнэ:фикусу» (王都ウェネーフィクス)                    | 28 августа 2019  |  |
| 09    | Бой начинается «Икуса но Хадзимари» (戦のはじまり)                            | 4 сентября 2019  |  |
| 10    | Переломная точка «Хитоцу но Кэттяку» (ひとつの決着)                           | 11 сентября 2019 |  |
| 11    | Битва у Марволт «Ма:уоруто но Кайсэн» (マーウォルトの会戦)                    | 18 сентября 2019 |  |
| 12    | Маг-читер из другого мира «Исэкай Ти:то Мадзуцуси» (異世界チート魔術師)       | 25 сентября 2019 |  |

## Критика
Аниме вышло на волне популярности жанра про «попаданцев» в летний сезон 2019 года и было не единственным в таком жанре в сезоне, но даже не единственным, выходившим в тот же день, что никак не помогло ему выделиться среди остальных. Основными недостатками аниме критики указывают низкий бюджет и шаблонность сюжета и персонажей.
Выделяющимся моментом является то, что главный герой переносится в другой мир не один, а вместе с подругой детства, которая тоже оказывается талантливым магом в новом мире, не таким мощным, как Таити, но среди сильнейших, что делает ее способной за себя постоять. Она активно сопротивляется попыткам Таити сделать из нее «деву в беде». И если по отдельности Таити и Рин могут быть довольно блеклыми персонажами, то из-за отношений между ними вместе они гораздо привлекательнее. Динамика их отношений напоминает отношения между Кирито и Асуной из Sword Art Online, за исключением того, что отношения Таити и Рин остаются скорее дружескими, чем романтическими. Впрочем, некоторые критики сочли этот ход просто способом добавить к «гарему» переместившегося в другой мир героя «подругу детства», которых не хватает обычно в историях о попаданцах. В то же время их отношения позволяют сделать персонажей более приятными людьми, что делает персонажей менее раздражающими, чем в «Восхождении героя Щита» или Arifureta, например. Это переносится и на окружающих — большинство персонажей, с которыми герои взаимодействуют, оказываются тоже в основе своей хорошими людьми.
В основном же аниме следует всем шаблонам жанра: в центре повествования главный герой, получивший ошеломительную силу и окруженный множеством разнообразных женских персонажей. Сюжет отличается от большинства только тем, что герои тратят время на обучение управлению своими новыми силами, а не просто получают их. Благодаря наличию двух перенесшихся персонажей, построение мира разворачивается не в виде монолога, а в виде диалога между ними. Впрочем, мир, в который попали персонажи, описывается в общих чертах, не вдаваясь в детали. С технической стороны аниме тоже не оказалось выделяющимся — анимация персонажей в большинстве случаев выполнена на уровне, но боевые сцены лишены живости и яркости, что особенно заметно в сценах массовых сражений. Магические эффекты и пейзажи придают миру жизни, но в них нет особенного характера или чего-либо запоминающегося. Дизайн главного героя ничем не выделяется, так что его будет даже сложно отличить от героев других исэкай-аниме. Другие персонажи, за исключением Рин, тоже носят типичные для аниме фэнтезийные наряды. Музыка и озвучивание персонажей также не выделяются. Они хорошо подобраны, но в них нет ничего запоминающегося или выделяющегося.